# アリフ・エルデム
アリフ・エルデム（Arif Erdem、1972年1月2日 - ）は、トルコの元サッカー選手。元トルコ代表。ポジションはフォワード。

## 来歴
1994年にトルコ代表デビュー。UEFA EURO '96、UEFA EURO 2000に出場。2002 FIFAワールドカップ・ヨーロッパ予選のプレーオフ・オーストリア戦では2戦目に2得点をあげ、48年ぶりのワールドカップ出場権を獲得した。2002 FIFAワールドカップでは4試合に出場、3位となった。2003年までに60試合に出場、11得点をあげた。

## 代表歴

### 出場大会
- トルコ代表
  - 2002 FIFAワールドカップ

### 試合数
- 国際Aマッチ 60試合 11得点（1994年-2003年）[1]

| トルコ代表 | 国際Aマッチ | 国際Aマッチ |
| 年         | 出場        | 得点        |
| ---------- | ----------- | ----------- |
| 1994       | 5           | 1           |
| 1995       | 2           | 0           |
| 1996       | 11          | 0           |
| 1997       | 7           | 2           |
| 1998       | 2           | 0           |
| 1999       | 6           | 3           |
| 2000       | 7           | 0           |
| 2001       | 7           | 2           |
| 2002       | 12          | 3           |
| 2003       | 1           | 0           |
| 通算       | 60          | 11          |